# D'un tratto nel folto del bosco
D'un tratto nel folto del bosco è un romanzo dello scrittore israeliano Amos Oz, pubblicato nell'ottobre del 2005.
Per l'atmosfera magica ed i temi trattati, viene generalmente ritenuta una favola. Nell'edizione italiana, edita da Feltrinelli, è stata tradotta da Elena Loewenthal, traduttrice di altre sei opere precedenti di Oz.